# Stig Andersson (Ringer)
Stig Andersson (* 16. Februar 1910 in Norrköping; † unbekannt) war ein schwedischer Ringer. Er wurde 1935 Europameister im freien Stil im Weltergewicht.

## Werdegang
Stig Andersson begann als Jugendlicher in seiner Heimatstadt mit dem Ringen. Er schloss sich dazu dem Ringerclub IK Björnen Norrköping an. Er rang in beiden Stilarten, hatte die größeren Erfolge aber im freien Stil. In Norrköping trainierte er auch viel mit dem damals weltweit vielleicht besten Ringer seiner Zeit Ivar Johansson. Er hatte den Beruf eines Speditionsarbeiters. Er rang immer im Weltergewicht, der Gewichtsklasse, die damals bis 72 kg Körpergewicht reichte.
1930, im Alter von 20 Jahren, belegte Stig Andersson bei der schwedischen Meisterschaft im griechisch-römischen Stil den 3. Platz. 1932 wurde er dann erstmals schwedischer Meister und zwar im freien Stil. Im griechisch-römischen Stil wurde er 1932 schwedischer Vizemeister hinter seinem Vereinskameraden Ludvig Lindblom. In den Jahren 1933 und 1935 wurde er dann wieder schwedischer Meister im freien Stil. 1936 kam er bei der schwedischen Meisterschaft im freien Stil auf den 3. Platz.
Stig Andersson bestritt in seiner Laufbahn nur eine internationale Meisterschaft, nämlich die Europameisterschaft 1935 in Brüssel. Er besiegte dabei Emil Kunst aus der Tschechoslowakei, Rene Vanderveeken aus Belgien, Fritz Schäfer aus Deutschland und Willy Angst aus der Schweiz und wurde damit Europameister.
Stig Andersson darf nicht mit seinem schwedischen Namensvetter Thure Andersson verwechselt werden, der 1934 Vize-Europameister im freien Stil im Weltergewicht wurde und der ihm auch den Startplatz bei den Olympischen Spielen 1936 in Berlin wegschnappte.

## Internationale Erfolge
| Jahr | Platz | Wettbewerb    | Gewichtsklasse | Stil | Erfolge |
| 1935 | 1.    | EM in Brüssel | Welter         | F    | nach Siegen über Emil Kunst, Tschechoslowakei, Rene Vanderveeken, Belgien, Fritz Schäfer, Deutschland und Willy Angst, Schweiz |

## Schwedische Meisterschaften
| Jahr | Platz | Gewichtsklasse | Stil | Ergebnisse              |
| 1930 | 3.    | Welter         | GR   | Sieger: Ludvig Lindblom |
| 1932 | 1.    | Welter         | F    |                         |
| 1932 | 2.    | Welter         | GR   | hinter Ludvig Lindblom  |
| 1933 | 1.    | Welter         | F    |                         |
| 1935 | 1.    | Welter         | F    |                         |
| 1936 | 3.    | Welter         | F    | Sieger: Thure Andersson |

## Erläuterungen
- EM = Europameisterschaft
- GR = griechisch-römischer Stil, F = freier Stil
- Weltergewicht, damals bis 72 kg Körpergewicht